# La Hồ
La Hồ (tiếng Trung: 罗湖区; bính âm: Lúohú Qū) là một trong 6 quận nội thành của thành phố Thâm Quyến, tỉnh Quảng Đông, Cộng hòa Nhân dân Trung Hoa. Quận này giáp sông Thâm Quyến và Tân Giới của Hồng Kông về phía nam, Quận này nằm gần sông Thâm Quyến về phía nam và giáp với các quận Phúc Điền, Bảo An, Thâm Quyến|Bảo An]], Long Cương và Diêm Điền. Quận này có diện tích khoảng 78,89 km² và có 10 nhai đạo.